# Schlupftür
Eine Schlupftür ist eine in einem größeren Torflügel integrierte Anschlagtür. 
Schlupftüren werden in der Regel für die alltägliche Passage von Personen oder kleineren Fahrzeugen verwendet. Der größere Torflügel, der die Schlupftüre enthält, muss dann nur selten zum Einlass von großen Fahrzeugen oder Gegenständen geöffnet werden. Dies ist von Vorteil, da es langwieriger und aufwändiger ist, ein großes Tor zu öffnen.
Oft müssen mehrere Verschlüsse geöffnet werden, was auch bei motorisch angetriebenen Riegeln eine Zeitlang dauern kann. Auch das anschließende Aufschwenken eines großen Flügels bedarf einer größeren Kraftanstrengung, geht aufgrund der Trägheit von Tor und Antrieb oft nur langsam vonstatten und kann ab einer gewissen Windstärke Schwierigkeiten bereiten.
Die Nutzung einer Schlupftür in beheizten Gebäuden reduziert den Wärmeverluste beim Öffnen des Flügels. 
Schlupftüren können vollständig in das Tor eingelassen sein (Schlupftür mit Schwelle) oder an der Unterseite bündig mit der Torunterkante abschließen (ohne Schwelle).
Bei vom eigentlichen Tor separierten Türen handelt es sich im Unterschied dazu um Nebentüren.
Historisch findet man Schlupftüren häufiger an großen Kircheneingängen, Burg- und Stadttoren. In solchen Fällen spricht man auch von einer Schlupfpforte. Heute werden sie bei Eingangs-, Industrie- und Brandschutztoren und im privaten Bereich bei Garagentoren verschiedener Bauarten eingesetzt. Beim Versagen der Automatik von elektrisch bewegten Toren dient eine Schlupftür in Notfällen als Fluchtweg.
Auch kleine, verschließbare Durchgänge in Einfriedungen verschiedener Art werden als Schlupftüren bezeichnet.

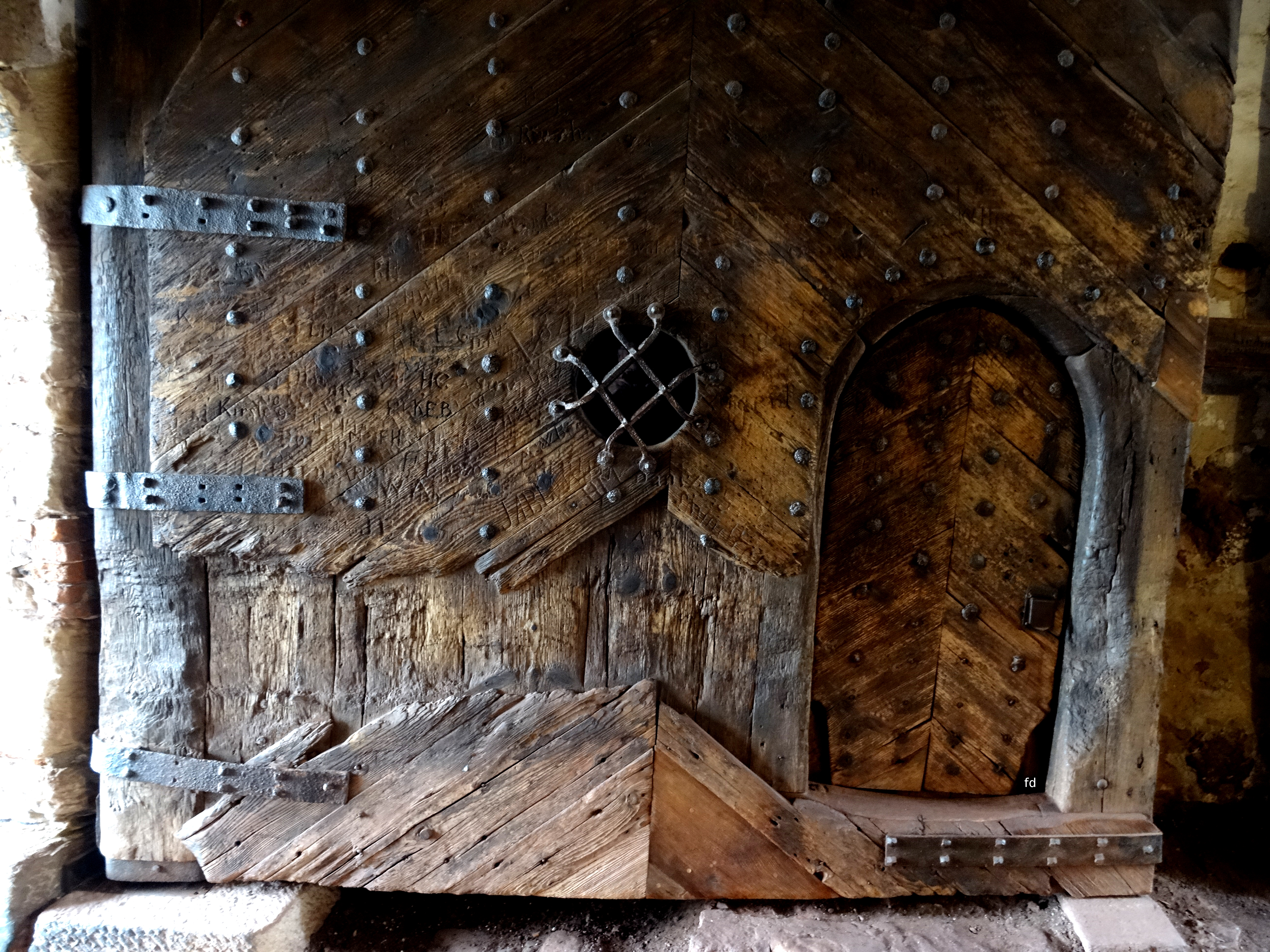
Wartburg Eisenach Schlupfpforte im Burgtor
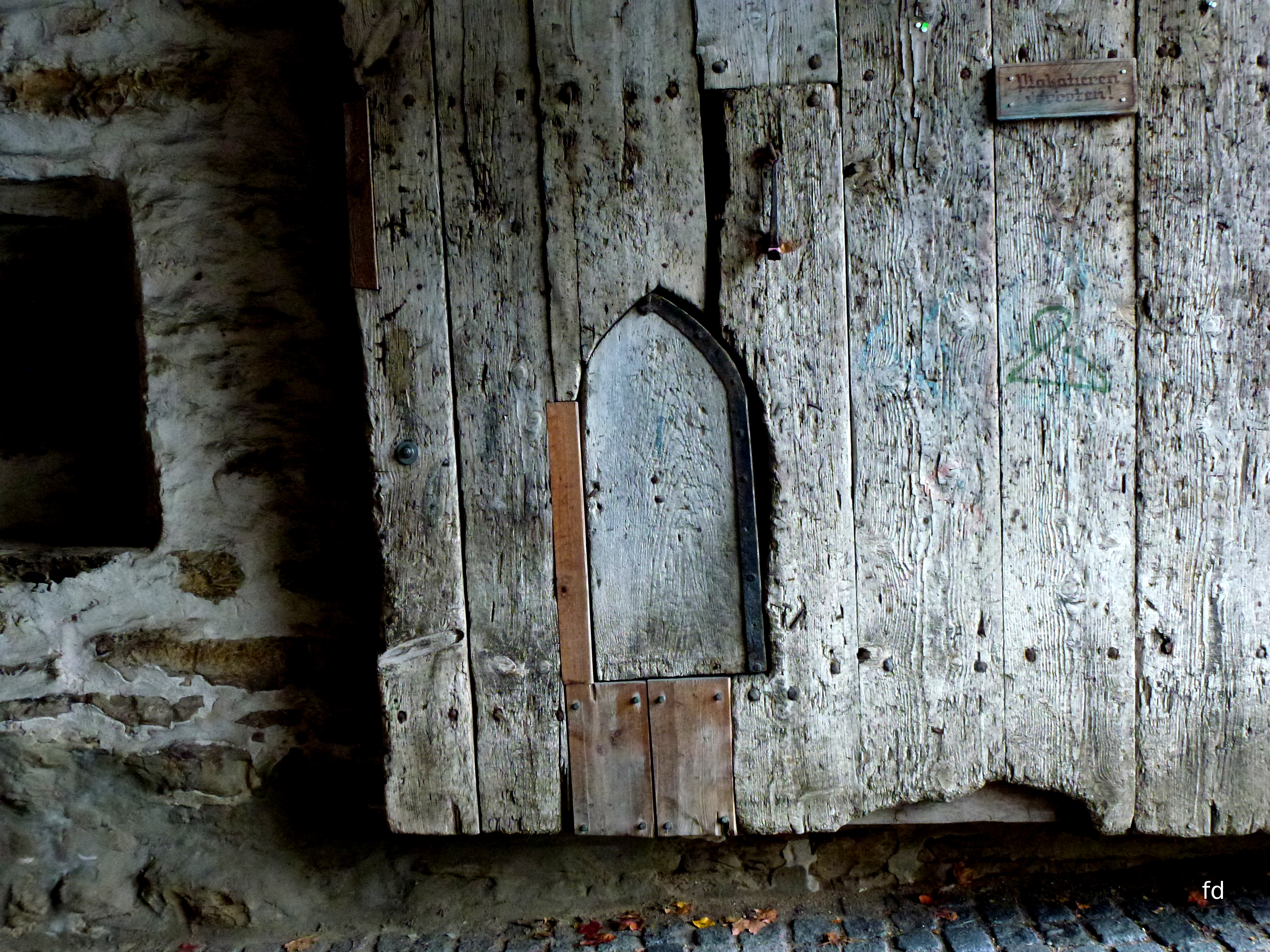
Stadttor in Berching mit Schlupfpforte
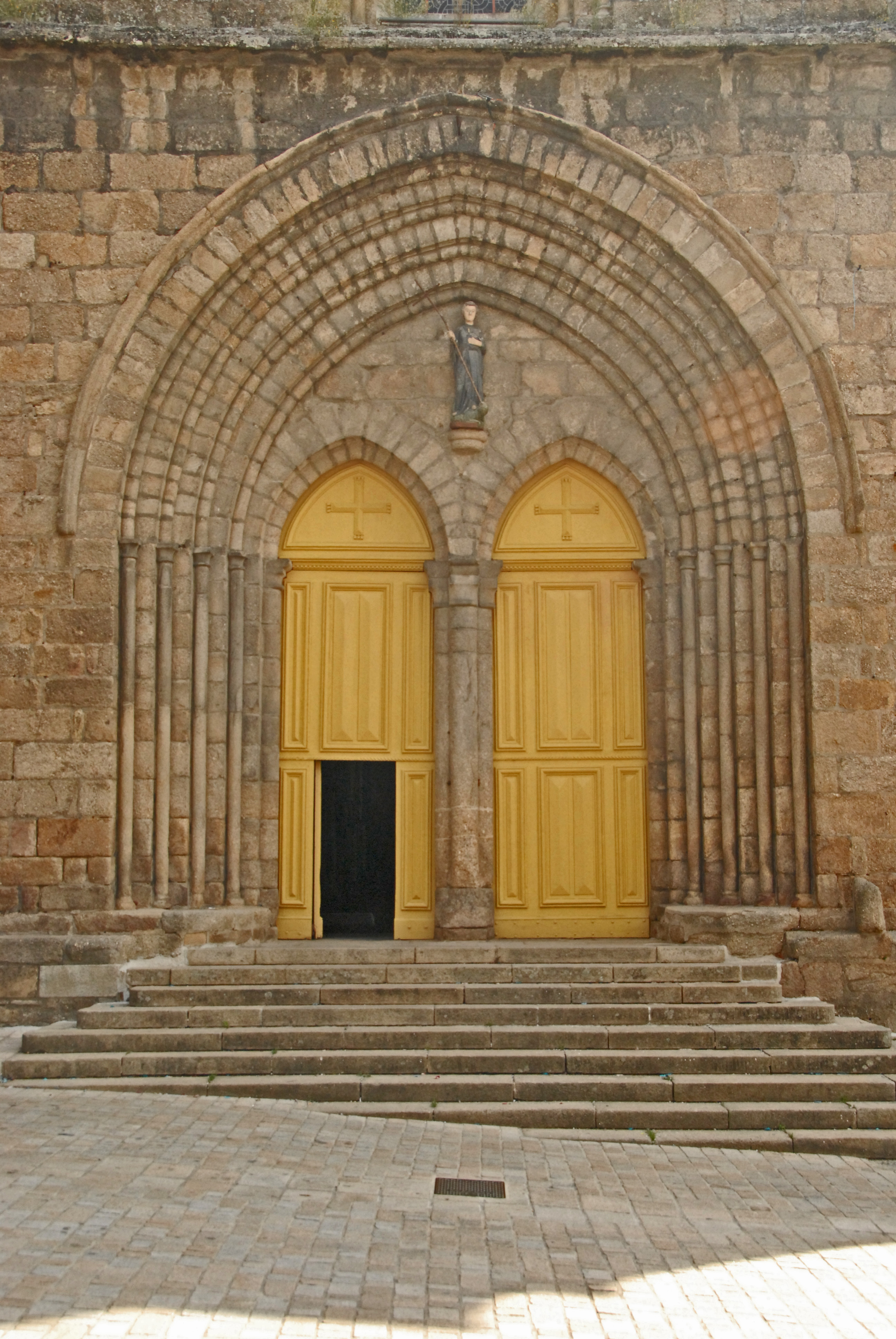
Kirchenportal St-Junien
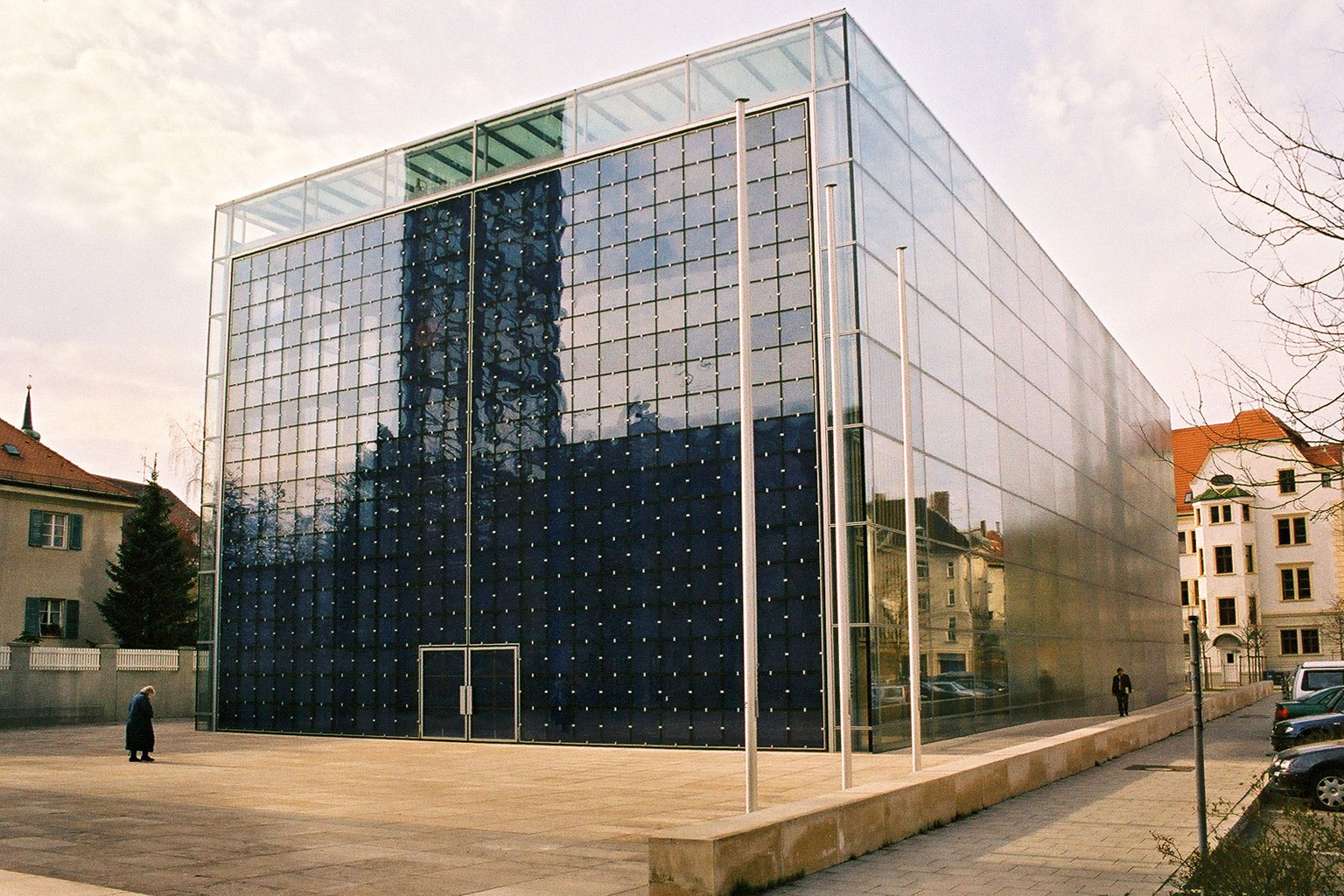
Zweiflüglige Eingangstür als Schlupftüren in den weltgrößten Kirchentoren, katholischen Pfarrkirche Herz Jesu in München-Neuhausen
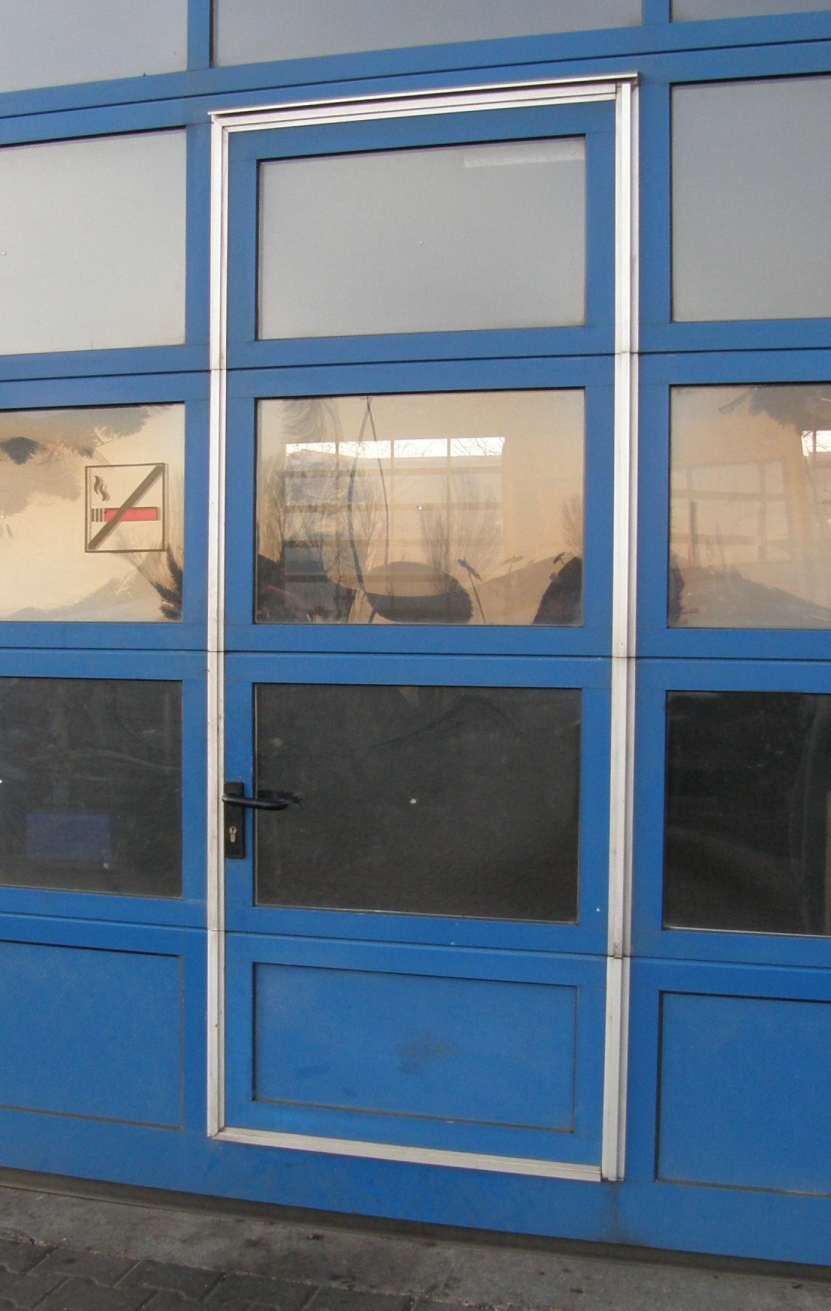
Schlupftür in einem modernen Sektionaltor